# El Porompompero
Porompompero és una rumba composta el 1960 pel músic Juan Solano Pedrero amb lletra de José Antonio Ochaíta i Xandro Valerio per a El Príncipe Gitano. Es tracta d'una cançó espanyola que va tenir gran èxit al segle xx, sobretot en la seva versió cantada per Manolo Escobar, de la qual va vendre un milió de còpies, sent el disc més venut de 1970 a Espanya. En la dècada de 1960, aquesta cançó va ser molt popular arreu del país i fins i tot en altres països.